# Ferla
Ferla (Sicilia: Ferla hoặc Ferra) là một đô thị (comune) ở tỉnh Siracusa, vùng Sicilia, miền nam nước Ý. Đô thị Ferla có diện tích 24,9 km vuông, với dân số là 2.450 người tính đến 30 tháng 11 năm 2017.